# Лисицын, Михаил Михайлович
Михаи́л Миха́йлович Лиси́цын (19 [31] октября 1862, с. Екшур, Клепиковская волость, Рязанский уезд, Рязанская губерния, Российская империя — 26 февраля 1918, станица Усть-Лабинская, Кубанской области, РСФСР) — русский священник, священномученик.
Память 26 февраля (11 марта по новому стилю) и в Соборе новомучеников и исповедников Церкви Русской.

## Биография

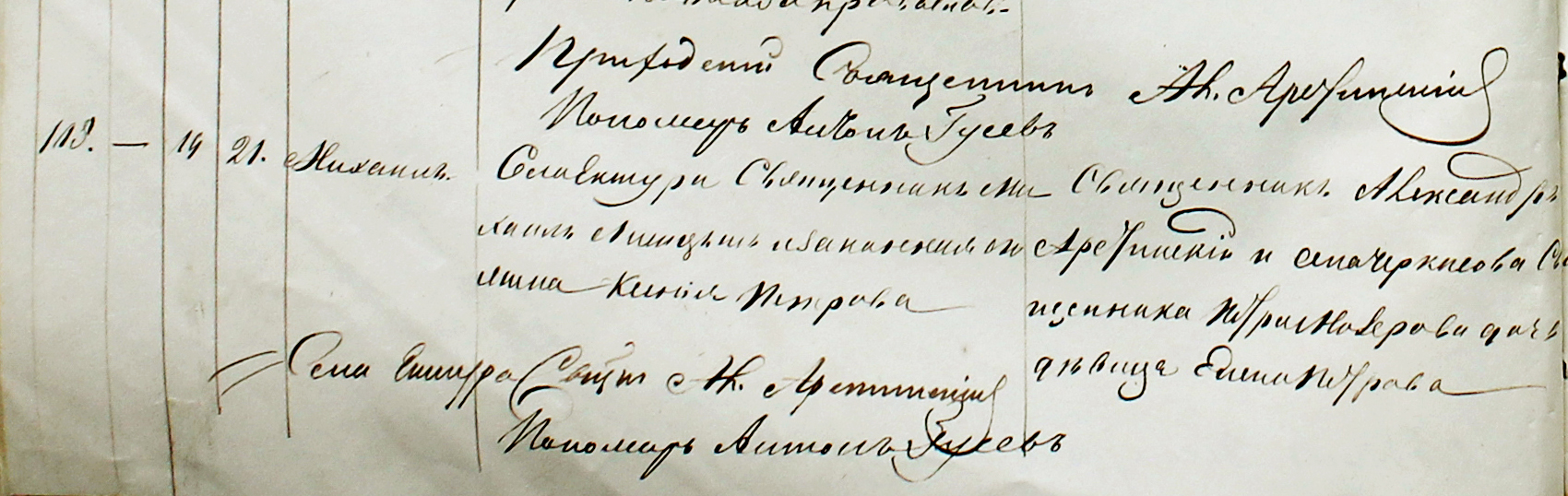
Запись о рождении Михаила Лисицына.

Родился в семье священника села Екшур, Рязанского уезда, Рязанской губернии. Племянник протоиерея Петра Дмитриевича Павлова (1823—1899), двоюродный брат Ивана Петровича Павлова (1849—1936).
После кончины отца в 1870 году, был взят на попечение своим дядей, священником села Ершово — Павлом Тимофеевичем Крыловым, который в дальнейшем заботился о его духовном воспитании.
В 1873 году поступил в Рязанское духовное училище, которое окончил в 1877 году по I разряду.
С 1877 по 1883 год, обучался в Рязанской Духовной Семинарии, окончив ее по II разряду.
По окончании курса в 1883 году поступил на службу преподавателем в сельскую Задне-Пилевскую школу.
22 сентября 1885 года, рукоположен в сан диакона архиепископом Рязанским и Зарайским Феоктистом (Поповым) в крестовой церкви Архидиакона Стефана. 25 сентября 1885 года определен на должность священника, к Троицкому храму села Катино, Скопинского уезда, Рязанской губернии. В этой церкви, он служил 10 лет.
25 декабря 1895 переведен в Крестовоздвиженскую церковь, станции Кисловодской, Терской области, Владикавказской и Моздокской епархии.
Владикавказские епархиальные ведомости. 1896. № 2
Владикавказские епархиальные ведомости. 1896. № 2 сообщают об этом следующее: 
Из-за ухудшения здоровья матушки и необходимости смены климата в 1895 году он перешел во Владикавказскую епархию, получив место священника в станице Кисловодской. Прибыв к месту своего нового служения, отец Михаил в короткий срок реконструировал Кресто-Воздвиженский храм, осуществил пристройку деревянной колокольни, собрал средства и построил здание для церковно-приходской школы...
Так же в епархиальных ведомостях того времени помещен положительный отзыв о его катехизических поучениях отца Михаила:
В тетради священика Лисицына - 14 бесед, из них в десяти идет изъяснение молитвы Господней... Прошения изъяснены согласно с учением Православной Церкви; содержание их раскрыто по возможности со стороны тех потребностей и нужд, какие являются наиболее общими и понятными для жителей станицы; благодаря этому, поучения являются жизненными и должны оказать доброе влияние на слушателей...
Отмечались и положительные тенденции в борьбе священника с ересью и сектантством:
Благодаря отцу Михаилу на приходе ослабела хлыстовщина...
В 1906 году отец Михаил получил новое назначение в село Орбелиановское, Терской области, Владикавказской епархии. Одновременно с этим событием связано его горячее желание послужить Матери Церкви в качестве военного священника. Он обратился к протопресвитеру военного и морского духовенства с просьбой о переходе в военное ведомств. По неизвестным причинам послужить в качестве военного священника при Управлении Ура-Тюбинского начальника ему не пришлось, и в конце 1907 года он перешел в Ставропольскую епархию, став третьим священником в Михайло-Архангельской церкви села Александровского, Терской области. С января 1908 года являлся законоучителем двухклассного, 1-го и 2-го одноклассных училищ.

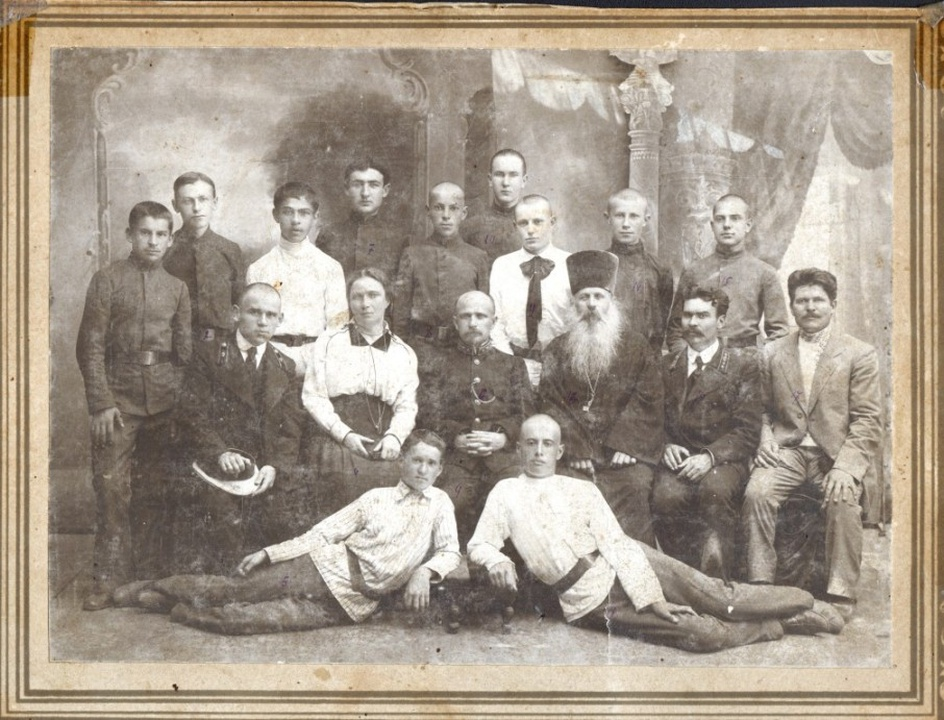
Группа выпускников Высшего начального училища ст. Усть-Лабинской вместе с священником М. Лисицыным. Фото нач. XX в. Ст. Усть-Лабинская

25 июня 1912 года определен во священники Свято-Никольской церкви, станицы Усть-Лабинской, Кубанской области. С 15 октября 1913 года законоучитель высшего начального училища. Как талантливый педагог он был приглашен преподавать Закон Божий в Усть-Лабинское высшее начальное училище. В новых условиях служения отец Михаил продолжил миссионерскую деятельность в среде казачьего населения. Уже 30 сентября 1913 года в Ставропольских епархиальных ведомостях был отмечен его пастырский труд:
Священником станицы Усть-Лабинской, Михаилом Лисицыным, присоединены к православию от старообрядчества австрийской лжеиерархии – казак сей станицы Никита Давидов Водолазов, 18 лет, и австрийского толка – казачка сей станицы Параскева Михеева Юдина, 18 лет.
С началом Первой мировой войны отец Михаил принял активное участие в помощи фронту и раненым воинам. В 1914 и 1915 году он неоднократно отправлял значительное количество одежды и предметов гигиены в пользу солдат действующей армии.
За время своего служения в станице Усть-Лабинской он снискал огромное уважения жителей всех сословий как добрый, кроткий и отзывчивый пастырь.
Служил в Свято-Никольской церкви вплоть до смерти.

## Революция и смерть
Революционный переворот 1917 года и отречение от престола императора Николая II ознаменовали новую трагическую страницу в истории Русской Церкви. Начавшаяся вскоре гражданская война и гонения против Церкви не обошли стороной и Кубанский казачий край.
В январе 1918 года в станице Усть-Лабинской начались революционные волнения, подогреваемые местными большевиками. Возник конфликт на почве идей большевизма между казаками-фронтовиками и представителями старого казачьего населения. Дальнейшую эскалацию напряжения вызвало воззвание большевиков под названием «Чего хотят Кубанские большевики» от 20 января 1918 года, в котором содержались открытые призывы к гражданской войне. 27 января 1918 года начались первые боевые столкновения между казачьими частями и большевиками.
Вооружённое противостояние между казаками и большевиками продолжалось весь февраль 1918 года и окончилось 22 февраля захватом станицы Усть-Лабинской и установлением советской власти. Начались скорые расправы с не угодными власти людьми, офицерами царской армии, казаками, служащими и священниками. Исполнить революционный суд над отцом Михаилом ни у кого из местных большевиков, лично знавших его, не поднялась рука. Его предупреждали об опасности, предлагали спастись бегством или спрятаться, но он мужественно отказался, оставшись дома, где и был арестован.
Из воспоминаний матушки Евдокии Лисицыной:
22-го февраля 1918-го года, в день вступления в нашу станицу большевистских войск, был арестован мой муж священник отец Михаил Лисицын... В первую же ночь после ареста мужа в мой дом ворвалась толпа солдат и разграбила все, что только можно было унести: деньги, одежда, обувь, белье носильное и постельное, одеяла, серебряные вещи, съестные припасы, одним словом все, кроме мебели, бесследно исчезло. В один день я лишилась мужа и всего, что было приобретено многолетним трудом. Я осталась нищей с двумя дочерями-ученицами. Работа грабителей была настолько аккуратна, что на другой день, выходя из дому, я вынуждена была прикрыться случайно уцелевшей ветхой рясою мужа, а платок дала мне соседка. Старшая дочь - учительница тоже ограблена и осталась только с тем, что было на ней в день грабежа. Таким образом, я с детьми осталась без всяких средств к существованию: имущество погибло, на эмеритуру я не имею права, пенсии тоже, ... не дадут, пособие из погребальной кассы должно пойти на покрытие долгов, сделанных мною при хлопотах по погребению мужа. Была надежда на единственного сына - офицера, но и тот, вскоре после смерти отца умер, оставив на моих руках жену с ребенком...
После освобождения станицы выяснилось, что:
Отец Михаил Лисицын был мучим в течение трех дней - с пятницы до воскресенья... Когда тело его было найдено, то на нем оказалось более 10 ран, голова была изрублена в куски.
Следователи Особой комиссии, занимавшейся расследованием злодеяний большевиков в 1919 году, среди прочего несколько шире дополнили описание последних дней жизни отца Михаила, установив, что:
с накинутой на шею петлею [он был долго водим] по станице, глумились и били [его] так, что под конец он сам, падая на колени, умолял мучителей скорее его прикончить. Убив его, красноармейцы запретили погребение, но жена убитого выкупила его тело для погребения за 600 рублей
После выкупа растерзанного тела отца Михаила, матушка Евдокия приготовила его к христианскому погребению. Он был облачен в белые священнические одежды, положен в новый гроб и отнесен для отпевания в храм святителя Николая, где много лет проповедовал слово Божие. Сохранившаяся метрическая запись гласит:
Священник Николаевской Церкви станицы Усть-Лабинской Михаил Михайлов Лисицын, был казнен большевиками 26 февраля 1918 года в возрасте 56 лет. Погребение совершенно 28 февраля 1918... Погребен на общем кладбище
На заседаниях Поместного собора Российской Церкви 20 сентября 1918 года был оглашен особый список лиц, пострадавших за веру и Церковь, в котором указывались кубанские священники. 13 (26) сентября делегат Ставропольско-Кубанского епархиального собрания священник Иоанн Гревцов направил в канцелярию Собора заявление об уточнении сведений о пострадавших. В этом заявлении отец Иоанн указывал на ошибочность представленных ранее данных о пострадавшем кубанском духовенстве и добавлял:
...утвердительно могу сообщить, что в нашей епархии погибли за веру и Церковь следующие священники: священник станицы Усть-Лабинской Михаил Лисицын расстрелян без мучений...». Он уточнял, что «все указанные лица казнены без суда случайными бандами

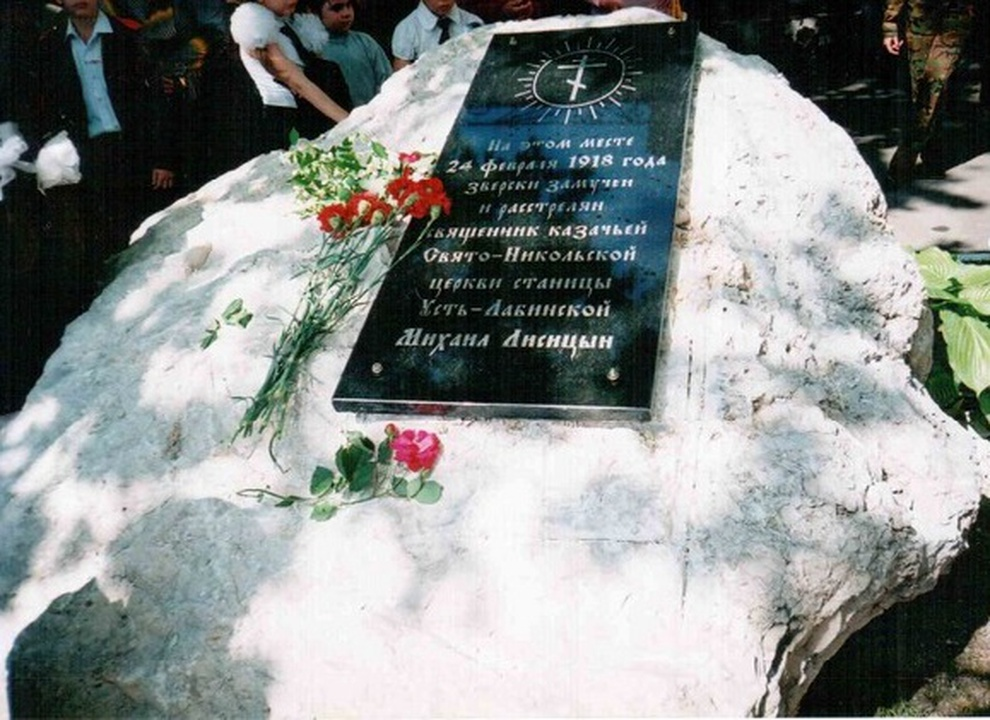
Место убийства священномученика Михаила Лисицына

Согласно воспоминаниям внучки отца Михаила, прихожане Свято-Никольского храма уговорили матушку Евдокию перезахоронить его поближе к храму, где он служил.
Из воспоминаний:
Бабушка не хотела, но ее уговорили. Она рассказывала мне, что через девять месяцев дедушка сохранился, будто его вчера похоронили...
По свидетельству правнука отца Михаила, Геннадия Лисицына, в 2003 году удалось установить потерянное место захоронения священномученика, расположенное у восточной стены бывшего летнего кинотеатра (на его месте находился Николаевский храм, разрушенный в 30-х годах XX века), на территории городского парка Усть-Лабинска. В память об этом на стене здания была помещена табличка, а в 2010 году на месте убийства отца Михаила благочестивые прихожане Сергиевского храма установили памятную доску.
На заседании Священного Синода 4 мая 2017 года имя священномученика Михаила было включено в состав Собора новомучеников и исповедников Церкви Русской с установлением особого дня памяти 11 марта.

## Семья
- Дед (со стороны матери) — Мезеров Петр Иоаннович (1805 — ?), священник села Екшур, Рязанского уезда, Рязанской губернии.
- Бабушка (со стороны матери) - Мария Федоровна (1810 — ?), брак в селе Екшур 13.02.1829 года по ст. с.
- Отец — Лисицын Михаил Кондратьевич (1835 — 19.1.1870), священник села Екшур, Рязанского уезда, Рязанской губернии.
- Мать — Лисицына (Мезерова) Ксения Петровна (26.01.1844 ст.с. — ?), дочь священника села Екшур, Рязанского уезда, Рязанской губернии.
- Супруга (1984—1918) — Лисицына (Гилярова) Евдокия Ивановна (27.02.1865 — 1959), дочь священника села Прудки, Рязанского уезда, Рязанской губернии.
  - Дочь — Лисицына Наталья Михайловна (19.08.1887 — 1961), В 1898—1900 обучалась в Владикавказском епархиальном училище. В 1916 — учительница одноклассной министерской станичной школы, впоследствии учительница и библиотекарь Усть-Лабинского педучилища. Похоронена на кладбище в г. Усть-Лабинске.
  - Сын — Лисицын Василий Михайлович (5.08.1891 — 1941), военный инженер, участник героической обороны Брестской крепости в июне-июле 1941 года, там же погиб. Имя его увековечено на памятнике защитникам обороны крепости.
  - Дочь — Спивак (Лисицына) Серафима Михайловна (17.01.1899 — 25.06.1990), в 1916 окончила Ставропольское епархиальное училище. Муж — офицер царской армии Яков Васильевич Спивак.
  - Дочь — Лисицына Вера Михайловна (23.08.1900 или 23.09.1902 — 25.11.1971). В 1914—1916 обучалась в гимназии в Ставропольском крае вместе с сестрой Серафимой. Работала учительницей в г. Шахты и г. Ростове-на-Дону.

## Награды
- Одобрение епархиального начальства (январь 1894 года).
- Архипастырское благословение и благодарность (с внесением в послужной список), «За добросовестное и успешное исполнение обязанностей по должности законоучителя в министерских школах» (22 августа 1899 года).
- Архипастырское благословение и благодарность (с внесением в послужной список), «За труды и заботы при постройке здания для церковно-приходской школы станицы Кисловодской» (ноябрь 1894 года).
- Книга «Библия», от Святейшего Синода выдаваемая, «За ревностные труды и заботы о воспитании детей» (11 мая 1902 года).
- Право ношения камилавки (6 мая 1906 года).
- Право ношения скуфьи (октябрь 1908 года).